# Ripipteryx paraprocessata
Ripipteryx paraprocessata är en insektsart som beskrevs av Günther, K.K. 1989. Ripipteryx paraprocessata ingår i släktet Ripipteryx och familjen Ripipterygidae. Inga underarter finns listade i Catalogue of Life.